# Colligyrus depressus
Colligyrus depressus е вид коремоного от семейство Hydrobiidae. Видът е световно застрашен, със статут Уязвим.

## Разпространение
Разпространен е в САЩ.